# Francis Rice (5e baron Dynevor)
Pour les articles homonymes, voir Rice.
Francis William Rice, 5e baron Dynevor (10 mai 1804 - 13 août 1878) est un ecclésiastique et pair britannique. 

## Biographie
Il est le deuxième fils du révérend Edward Rice, doyen de Gloucester lui-même deuxième fils de Cecil de Cardonnel (2e baronne Dynevor). L'épouse du doyen, la mère de Rice, Charlotte Lascelles bien que fille illégitime du général Francis Lascelles et Ann Catley (en), une chanteuse, est une nièce d'Edward Lascelles, 1er comte de Harewood.
Rice fait ses études à la Westminster School et s'inscrit à Christ Church, Oxford le 18 octobre 1822. Il obtient un baccalauréat en 1826 et une maîtrise en 1847. De 1827 à 1878 Rice est le vicaire de Fairford, Gloucestershire.
Il se marie deux fois. Sa première épouse est Harriett Ives Barker, fille de Daniel Raymond Barker, qu'il épouse le 3 février 1830. Leur premier enfant Ellen Joyce est une pionnière de l'émigration  et le second Arthur de Cardonnel FitzUryan Rice, devient 6e baron Dynevor. Francis Rice devient veuf le 22 juillet 1854.
Il se remarie à Eliza Amelia Knox, première fille du révérend Henry Carnegie Knox, recteur de Lechlade, Gloucestershire, le 18 novembre 1856.
En 1869, à la mort de son cousin, George Rice-Trevor (4e baron Dynevor), il hérite du titre de baron Dynevor car son cousin n'a que des sœurs et des filles . Il décède le 3 août 1878 à l'âge de 74 ans.